# Вендзилович, Мирон Демьянович
Мирон Демьянович Вендзило́вич (1919—1992) — украинский архитектор.

## Биография
Родился 26 августа 1919 года в селе Солинка (ныне Лесковский повят, Подкарпатское воеводство, Польша). Учился в Хыровской гимназии (1931—1938), Краковской академии искусств, окончил инженерно-строительный факультет Львовской политехники (1946—1949).
Работал в Ужгороде в «Облсельпроекте». С 1953 года проживал во Львове. Работал во львовском филиале«Гипроград» (инженер проекта, впоследствии главный архитектор). С 1964 года параллельно преподавал историю интерьера в Львовском государственном институте прикладного и декоративного искусства. С 1971 года — доцент, позднее — заведующий, а с 1984 — профессор кафедры интерьера.
В 1964—1971 годах был председателем львовской организации Союза архитекторов Украины. Проживал во Львове на улице Апрельской, 14.
Умер 8 апреля 1992 года. Похоронен во Львове на Лычаковском кладбище, поле № 60.

## Награды и премии
- Государственная премия УССР имени Т. Г. Шевченко (1972) — за монумент Боевой славы советских вооружённых сил во Львове[3]